# Петрос Якову
Петрос Якову (на гръцки: Πέτρος Ιακώβου) е гръцки революционер, юрист и политик.

## Биография
Роден е в 1890 година в източномакедонския град Сяр, тогава в Османската империя, в семейството на гъркоманина андарт от Лакос Яков Гераков (Яковос Геракис). Завършва право. Избиран е за депутат от Сяр в 1920, 1935 и 1946 година.
Името му носи улица в Сяр.